# Tlapa de Comonfort
Tlapa de Comonfort – miasto w Meksyku, w stanie Guerrero.